# Diecezja Agartala
Diecezja Agartala (łac. Diœcesis Agartalana) – diecezja rzymskokatolicka w Indiach, z siedzibą w Agartali. Została utworzona w 1996 r. z terenu diecezji Silchar i została włączona do metropolii Shillong.

## Główne świątynie
- Katedra: Katedra św. Franciszka Ksawerego w Agartali

## Biskupi diecezjalni
- Lumen Monteiro CSC (1996 – nadal)